# Miguel Javier Urmeneta Ajarnaute
Miguel Javier Urmeneta Ajarnaute (Pamplona, 26 de novembre de 1915 - 12 de juny de 1988) va ser un militar i polític navarrès del segle xx.
Després d'estudiar dret a la Universitat de Salamanca, va ser militant Partit Nacionalista Basc, encara que durant la Guerra Civil, es va allistar com a voluntari amb els requetés en l'anomenat "Tercio del Rey". Va ser capità d'infanteria, cap de batalló i membre de la Divisió Blava que va lluitar en el front rus. Després de la Segona Guerra Mundial va obtenir la diplomatura d'Estat Major i va ampliar estudis als Estats Units d'Amèrica. El 1952 va tornar a la seva ciutat natal, on va ser nomenat director de la Caixa d'Estalvis Municipal de Pamplona, càrrec en el qual va romandre des de 1953 fins a 1982. Va ser alcalde de Pamplona de 1957 a 1964 i diputat foral de 1964 a 1971.
Quan va ser alcalde, la corporació va donar els terrenys per a l'establiment de la Universitat de Navarra de l'Opus Dei i va aconseguir el traspàs de la Ciutadella que encara estava en mans militars.
En la Transició Espanyola es va presentar a les Eleccions pel Front Navarrès Independent sense èxit.
Profund humanista, amant de la cultura, pintor vocacional, Urmeneta des de jove va sentir com a seu el basc, llengua que va aprendre durant la seva joventut.
En la seva labor com a diputat foral, destaca el treball en benefici del progrés econòmic, industrial i cultural de Navarra. A més, va ser un dels fundadors de l'emissora de ràdio Euskalerria Irratia de Pamplona el 1984. Va ser acadèmic corresponent de l'Euskaltzaindia.
És pare d'un dels fundadors de Kukuxumusu, Mikel Urmeneta.